# أغوستين هيريديا
أغوستين هيريديا (بالإسبانية: Agustín Heredia)‏ هو لاعب كرة قدم أرجنتيني، ولد في 16 يونيو 1997 في Colón Department, Córdoba ‏ في الأرجنتين. لعب مع بوكا جونيورز.

## وصلات خارجية
- أغوستين هيريديا على موقع قاعدة بيانات كرة القدم.إي يو (الإنجليزية)
- أغوستين هيريديا على موقع Soccerway.com (الإنجليزية)